# 松原由希子
松原 由希子（まつばら ゆきこ、1990年12月8日 - ）は、日本の女優。大阪府出身。2011年、近畿大学の学生を中心として匿名劇壇を結成。所属事務所はリコモーション。

## 出演

### テレビ
- 歴史秘話ヒストリア（2015年、NHK）
- 金曜ナイトドラマ「女囚セブン」（2015年、テレビ朝日）社長令嬢 役
- 欠点だらけの刑事（2018年） ‐ 東堂美月 役
- 連続テレビ小説 まんぷく（2018年 - 2019年、NHK）矢部紀代子 役
- ドラマスペシャル「検事佐方～裁きを望む～」（2019年）
- 科捜研の女 Season21（2021年） - 有村理央 役
- 探偵ロマンス（NHK）
- アンメット ある脳外科医の日記 第6話（2024年5月20日、関西テレビ・フジテレビ） - 山本美央 役[1]

### 映画
- 「破戒」

### 舞台
匿名劇壇
- 旗揚げ公演「HYBRID ITEM」（2011年5月、近畿大学アート館）
- 第一回本公演「PUNK HOLIDAY」（2012年5月、ウイングフィールド）
- 第二回本公演「終末の予定」（2013年3月、近畿大学アート館）
- 第三回本公演「気持ちいい教育」（2013年5月、シアトリカル應典院）
- フラッシュフィクション公演 Vol.1「Jerk!!」（2013年11月、カフェ＋ギャラリーcan tutku）
- 第四回本公演「ポリアモリー・ラブ・アンド・コメディ」（2014年3月、芸術創造館）
- 第五回本公演「二時間に及ぶ交渉の末」（2014年5月、シアトリカル應典院）
- 第六回本公演「悪い癖」（2015年5月、アイホール）
- 第七回本公演「プレゼントタイム・ハローグッバイ」（2015年12月、三重：三重県文化会館小ホール /大阪：HEP・HALL）
- フラッシュフィクション公演 Vol.2「OPEX」（2016年2月、カフェ＋ギャラリーcan tutku）
- 第八回本公演「戸惑えよ」（2016年9月、アートグラウンド cocoromi）
- 第九回本公演「レモンキャンディ」（2017年9月、大阪：シアトリカル應典院 /東京：花まる学習会王子小劇場）
- 第十五回本公演「いいから早く助けてく」（2025年3月、in→dependent theatre 2nd）

外部公演
- 唐十郎演劇塾「腰巻お仙」（2009年）
- バンタムクラスステージ「几帳面独白道化師」（2013年）
- MONO「ぶた草の庭」（2015年）
- MONO「裸に勾玉」（2016年）
- 柿喰う客フェスティバル2016「露出狂」（2016年）
- MONO「ハテノウタ」（2017年）
- 壁ノ花団「ウィークエンダー」（2017年）
- iaku「葉桜／あたしら葉桜」(2018年)
- Patch×TRUMP series 10th ANNIVERSARY 「SPECTER」（2019年）
- メディアミックス・ジャパン「笑わせんな」（2024年）
- 神戸の湊、千年の交々（2024年）

### CM
- 広島工業大学「徹夜」篇（2016年 - 2017年）
- タイガー魔法瓶（2016年 - 2017年）
- co-op共済
- 京都中央信用金庫「ビジネスパートナー」篇
- 象印マホービン「シームレスせん家族　お母さん篇「お手入れがラクだから」」

### MV
- 葉加瀬太郎「Home Suita Home」吹田市プロモーション楽曲（2020年）